# Гротен, Павел Павлович
Павел Павлович Гротен (1870 — 1962) — командир лейб-гвардии Конно-Гренадерского полка (1915—1916), генерал-майор Свиты, герой Первой мировой войны.

## Биография
Из потомственных дворян Харьковской губернии. Уроженец Варшавы.
Окончил Воронежское реальное училище (1891) и Николаевское кавалерийское училище (1893), откуда выпущен был корнетом в лейб-гвардии Гусарский полк.
Произведен в поручики 6 декабря 1897 года, в штабс-ротмистры — 9 апреля 1900 года, в ротмистры — 28 марта 1904 года, в полковники — 6 декабря 1907 года. Был командиром эскадрона лейб-гвардии Гусарского полка.
11 июня 1912 назначен командиром 1-го гусарского Сумского полка, с которым вступил в Первую мировую войну. 22 мая 1914 года назначен флигель-адъютантом. Пожалован Георгиевским оружием
За то, что 21 января 1915 года, получив приказание произвести ночную атаку на д. Нейгов-Ласденен шестью эскадронами с пулеметами, лично довел спешенные цепи на прямой выстрел к окопам противника. Принужденный же в виду численного превосходства неприятеля к отходу на д. Юкнашев, укрепился в названной деревне и удерживал её до получения приказания, несмотря на большие потери в офицерах и нижних чинах от ружейного и артиллерийского огня и обнаружившийся обход полка немецкой пехоты, чем обеспечил отход конного отряда.
5 августа 1915 года был ранен. 17 октября того же года отчислен от должности, за ранами, с назначением в резерв чинов при штабе Двинского военного округа. 14 ноября 1915 года назначен командующим лейб-гвардии Конно-Гренадерским полком, а 10 апреля 1916 года произведен в генерал-майоры «за отличие по службе», с утверждением в должности. 30 июля 1916 года зачислен в Свиту Его Императорского Величества с оставлением в занимаемой должности. 3 декабря 1916 года назначен командиром 1-й бригады 3-й гвардейской кавалерийской дивизии, 9 января 1917 года — помощником дворцового коменданта генерала Воейкова, а 9 июня 1917 года — в резерв чинов при штабе Киевского военного округа.
После Октябрьской революции эмигрировал во Францию. Состоял председателем Совета старейшин объединения лейб-гвардии Гусарского полка, председателем Общества старых офицеров лейб-гвардии Конно-Гренадерского полка и товарищем председателя объединения лейб-гвардии Гусарского полка.
Скончался 27 декабря 1962 года в Сент-Женевьев-де Буа, где и был похоронен.

## Награды
- Орден Святого Станислава 3-й ст. (ВП 6.12.1902)
- Орден Святой Анны 3-й ст. (ВП 6.12.1906)
- Орден Святого Станислава 2-й ст. (ВП 6.12.1909)
- Орден Святого Владимира 4-й ст. с мечами и бантом (ВП 22.09.1914)
- Орден Святого Владимира 3-й ст. с мечами (20.05.1915)
- Георгиевское оружие (ВП 10.06.1915)
- Орден Святой Анны 2-й ст. с мечами (19.11.1916)
- Орден Святого Станислава 1-й ст. с мечами (26.11.1916)

Иностранные:
- британский Орден «За выдающиеся заслуги»[1]